# Laothoe populetorum
Laothoe populetorum là một loài bướm đêm thuộc họ Sphingidae. Loài này có ở Kyrgyzstan. Phần lớn người ta xem nó là một biến thể của Laothoe populi.